# Young & Hungry
Young & Hungry là một bộ phim sitcom của Mỹ do David Holden sáng tạo và đạo diễn do Ashley Tisdale sản xuất. Bộ phim có nhiều ngôi sao Emily Osment, Jonathan Sadowski, Aimee Carrero, Kym Whitley và Rex Lee, và ra mắt trong chương trình ABC Family (bây giờ là Freeform) vào ngày 25 tháng 6 năm 2014. Vào ngày 7 tháng 3 năm 2016, Freeform đã tiếp tục một mùa thứ tư cho bộ phim, công chiếu vào ngày 1 tháng 6 năm 2016, và kết thúc vào ngày 3 tháng 8 năm 2016. Vào ngày 24 tháng 10 năm 2016, Osment thông báo qua Twitter rằng Young & Hungry đã được tiếp tục trong một mùa thứ năm. Aimee Carrero xác nhận thông qua Twitter rằng 10 tập phim cuối của mùa giải 5 sẽ không phát sóng cho đến năm 2018.

## Diễn viên và nhân vật

### Chủ yếu
- Emily Osment trong vai Gabi Diamond
- Jonathan Sadowski trong vai Josh Xander Kaminski
- Aimee Carrero trong vai Sofia Rodriguez
- Kym Whitley trong vai Yolanda
- Rex Lee trong vai Elliot Park

### Định kỳ
- Mallory Jansen trong vai Caroline Penelope Huntington (mùa 1)
- Jesse McCartney trong vai Cooper Finley (mùa 1–2)
- Bryan Safi trong vai Alan (mùa 2–hiện tại)
- Jayson Blair trong vai Jake Kaminski (mùa 2–3)

### Ngôi sao khách mời
- Ashley Tisdale trong vai Logan Rawlings
- Kylie Minogue trong vai Shauna
- Keegan Allen trong vai Tyler
- Cheryl Hines trong vai Kathy Kaminski
- Jerry O'Connell trong vai Nick Diamond
- Heather Dubrow trong vai Natasha Cook-Campbell
- Betty White trong vai Ms. Bernice Wilson (mùa 5)